# فرانسيسكو كوستا (لاعب تنس)
فرانسيسكو كوستا (بالبرتغالية: Francisco Costa‏) مواليد 28 يونيو 1973 في بورتو أليغري، هو لاعب كرة مضرب برازيلي سابق بدأ مسيرته كمحترف سنة 1994 وكان يلعب باليد اليمنى، اعتزل اللعب في 2005. أعلى تصنيف له في الفردي كان المركز الـ 140 في سنة 2000. أعلى تصنيف له في الزوجي كان المركز الـ 170 في سنة 1999.

## روابط خارجية
- فرانسيسكو كوستا على موقع رابطة محترفي التنس (الإنجليزية)
- فرانسيسكو كوستا على موقع الاتحاد الدولي لكرة المضرب (الإنجليزية)
- فرانسيسكو كوستا على موقع كأس ديفيز (الإنجليزية)
- فرانسيسكو كوستا على موقع خلاصة التنس.كوم (الإنجليزية)